# Karlstjärnen, Dalarna
Karlstjärnen är en sjö i Mora kommun i Dalarna och ingår i Dalälvens huvudavrinningsområde. Sjöns area är 0,034 kvadratkilometer och den är belägen 210 meter över havet.